# Färöische Krone
Die färöische Krone (färöisch: króna) ist die Währung der Färöer. Eine Krone ist in 100 oyrur unterteilt. Es handelt sich nicht um eine unabhängige Währung, sondern um eine lokale Version der dänischen Krone, bei der färöische Banknoten im Umlauf sind, aber dänische Münzen verwendet werden. Sie ist daher 1:1 an die dänische Krone gekoppelt. Die färöischen Banknoten sind mit Motiven aus der Tier- und Pflanzenwelt der Färöer bedruckt.

## Geschichte

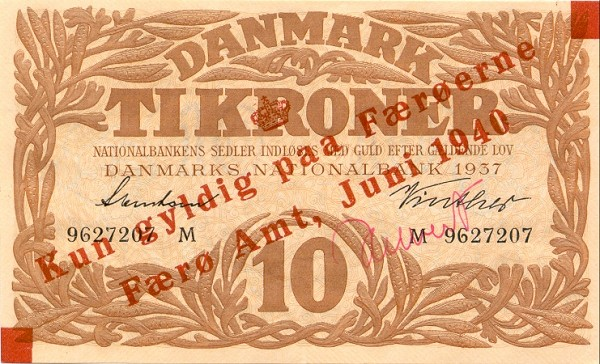
Provisorischer 10-Kronen-Schein der Färöer von 1940. Er trägt unter dem roten Stempelaufdruck die rosafarbene Unterschrift des damaligen Gouverneurs (Amtmaður) Carl Aage Hilbert.

Als die Färöer im Zweiten Weltkrieg von Dänemark abgeschnitten waren und von Großbritannien besetzt wurden, gab es eine eigene Währung auf den Färöern. Zunächst waren es ab Juni 1940 dänische Kronen, die überstempelt wurden, und ab November dann eigene Scheine, die in London gedruckt, aber nominal von der Dänischen Nationalbank herausgegeben wurden.
Am 12. April 1949 wurde ein Gesetz beschlossen, dass die Färöer ihr eigenes Geld bekommen und damit auch ein eigenes Konto bei der Dänischen Nationalbank, wo die färöischen Banknoten seitdem gedruckt werden. Das Prinzip ist relativ einfach: Die färöische Landesregierung bekommt von der Dänischen Nationalbank genau den Gegenwert des Geldes geliefert, den sie auf dieses Konto eingezahlt hat. Dieses Geld wiederum stammt aus den Steuereinnahmen des finanziell autonomen Archipels und dem eventuellen Gewinn seiner Staatsbetriebe, wie zum Beispiel Atlantic Airways oder Postverk Føroya. Alle im Umlauf befindlichen färöischen Kronen repräsentieren also das Guthaben der Färöer in Kopenhagen.
Die färöische Krone existiert seit 1951 als Zahlungsmittel, als ein eigener 5-Kronen-Schein herauskam. 1954 folgte der 10-Kronen-Schein. Als Münzen fungieren die gebräuchlichen dänischen Münzen.
Wie bei der dänischen Krone gibt es heute Banknoten zu 50 (seit 1967), 100 (1964), 200 (2004), 500 (1980) und 1000 (1980) Kronen. Im Format entsprechen sie genau den dänischen Scheinen.
Seit 2001 erscheint eine neue Serie von Geldscheinen mit den Werten 50, 100, 200, 500 und 1000 Kronen. Die Aquarelle auf den jeweiligen Rückseiten stammen vom färöischen Maler Zacharias Heinesen.
Die färöischen und dänischen Geldscheine sind in ihren jeweiligen Ausgabeländern gegenseitig kostenlos eintauschbar und werden überall akzeptiert. Allerdings dürfte es außerhalb Dänemarks schwer sein, bei einer Bank färöische Geldscheine zu erhalten.
Am 29. März 2005 wurde in einer Erklärung der dänischen Regierung klargestellt, dass im Falle des Beitritts Dänemarks zur Eurozone die Färöer (analog zu Grönland) die Krone behalten können, wenn sie es so beschließen. Es könnte jedoch nach dem Willen der Partei Sjálvstýrisflokkurin umgekehrt kommen: Während sich die Dänen gegen den Beitritt zur Euro-Zone aussprachen, beantragten die Färöer im August 2009 ihren Beitritt.